# Акрам Тавфик
Акрам Тавфик (араб. أكرم توفيق‎; 8 ноября 1997, Каир, Египет) — египетский футболист, полузащитник клуба «Аль-Ахли» и национальной сборной Египта.

## Клубная карьера
Тавфик начал карьеру в клубе ЕНППИ. В 2015 году он дебютировал за команду в чемпионате Египта. В 2016 году Акрам перешёл в столичный «Аль-Ахли». В своём дебютном сезоне он выиграл чемпионат и Кубок Египта.

## Международная карьера
В 2017 году в составе молодёжной сборной Египта Тавфик принял участие в молодёжном Кубке Африки в Замбии. На турнире он сыграл в матчах против команд Гвинеи и Замбии.

## Достижения
«Аль-Ахли» (Каир)
- Чемпионат Египта по футболу (2): 2016/17, 2017/18
- Обладатель Кубка Египта: 2016/17
- Обладатель Лиги чемпионов КАФ: 2020/21